# إيف روبرت
إيف روبرت (بالفرنسية: Yves Robert) (و. 1920 – 2002 م) هو مخرج سينمائي، وكاتب سيناريو، ومنتج أفلام، وممثل، من فرنسا، توفي في باريس، عن عمر يناهز 82 عاماً.

## وصلات خارجية
- إيف روبرت على موقع IMDb (الإنجليزية)
- إيف روبرت على موقع مونزينجر (الألمانية)
- إيف روبرت على موقع ألو سيني (الفرنسية)
- إيف روبرت على موقع ميوزك برينز (الإنجليزية)
- إيف روبرت على موقع أول موفي (الإنجليزية)
- إيف روبرت على موقع قاعدة بيانات الأفلام السويدية (السويدية)
- إيف روبرت على موقع إن إن دي بي (الإنجليزية)
- إيف روبرت على موقع ديسكوغز (الإنجليزية)
- إيف روبرت على موقع قاعدة بيانات الفيلم (الإنجليزية)
- إيف روبرت على موقع كينوبويسك (الروسية)